# 1673 en santé et médecine
| Années de la santé et de la médecine : 1670 - 1671 - 1672 - 1673 - 1674 - 1675 - 1676    |
| Décennies de la santé et de la médecine : 1640 - 1650 - 1660 - 1670 - 1680 - 1690 - 1700 |

Cet article présente les faits marquants de l'année 1673 en santé et médecine.

## Événements
- Le 20 janvier, une déclaration royale, confirmée par le lit de justice du 23 mai 1673, autorisait les démonstrateurs nommés au Jardin royal « de faire toutes opérations chirurgicales, dissections et démonstrations anatomiques » et leur donnait la priorité dans l’obtention des corps de condamnés[1].
- Le 10 février, c'est la première de la comédie Le Malade imaginaire de Molière, où les anti-circulateurs sont ridiculisés par le personnage de Diafoirus. Molière meurt à la quatrième représentation, et est inhumé le 21 février[2].
- En mars, Louis XIV casse une mesure du Parlement de Paris qui s'opposait à l'enseignement de l'anatomie au Jardin du Roy. Pierre Dionis peut y enseigner la circulation du sang, ce qui met fin à la querelle des circulateurs et des anti-circulateurs[2].

## Publication
- Arrêt de la chambre de l'Arsenal qui met l'ordre de Notre-Dame du Mont-Carmel et de Saint-Lazare de Jérusalem en possession réelle de toutes les maladreries, léproseries et commanderies où il y a des administrateurs pourvus par le roi ou son grand aumônier, et des lieux pieux où l'hospitalité n'a pas été gardée[3].
- La Chirurgie militaire ou l'art de guairir les playes d'arquebusade par Léonard Tassin (1620-1687)[4].

## Naissances
- 10 août : Johann Conrad Dippel (mort en 1734), théologien, alchimiste et médecin allemand.
- 11 août : Richard Mead (mort en 1754), médecin britannique[5].
- 21 novembre : Nicolas Mahudel (mort en 1747), jésuite et médecin français.

## Décès
- 6 mai : Werner Rolfinck (né en 1599), médecin, naturaliste, chimiste et botaniste allemand.
- 17 août : Reinier de Graaf (né en 1641), médecin et anatomiste néerlandais.
- 17 septembre : Jacques Barrelier (né en 1606), dominicain, médecin et biologiste français,

Date indéterminée
- Andreas Cassius (né en 1605), médecin et chimiste allemand.